# Torneo de las Cinco Naciones 1974
El Torneo de las Cinco Naciones de 1974 fue la 80° edición del principal Torneo del hemisferio norte de rugby.
El campeón del torneo fue la selección de Irlanda.

## Clasificación
| Lugar | Selección  | Partidos | Partidos | Partidos  | Partidos | Puntos  | Puntos    | Puntos | Tabla de puntos |
| Lugar | Selección  | Jugados  | Ganados  | Empatados | Perdidos | A favor | En contra | dif.   | Tabla de puntos |
| ----- | ---------- | -------- | -------- | --------- | -------- | ------- | --------- | ------ | --------------- |
| 1     | Irlanda    | 4        | 2        | 1         | 1        | 50      | 45        | +5     | 5               |
| 2     | Escocia    | 4        | 2        | 0         | 2        | 41      | 35        | +6     | 4               |
| 3     | Gales      | 4        | 1        | 2         | 1        | 43      | 41        | +2     | 4               |
| 4     | Francia    | 4        | 1        | 2         | 1        | 43      | 53        | -10    | 4               |
| 5     | Inglaterra | 4        | 1        | 1         | 2        | 63      | 66        | -3     | 3               |

## Resultados
| 19 de enero 1974 | Gales | 6 - 0 (6-0) | Escocia | Cardiff Arms Park, Cardiff                            |  |
|                  |       |             |         | Asistencia: 60 000 espectadores Árbitro(s): R Johnson |  |

| 19 de enero 1974 | Francia | 9 - 6 (0-3) | Irlanda | Parc des Princes, París                             |  |
|                  |         |             |         | Asistencia: 43 700 espectadores Árbitro(s): A Hosie |  |

| 2 de febrero 1974 | Escocia | 16 - 14 (9-7) | Inglaterra | Estadio Murrayfield, Edimburgo |  |
|                   |         |               |            | Árbitro(s): J Saint-Guilhem    |  |

| 2 de febrero 1974 | Irlanda | 9 - 9 (6-6) | Gales | Lansdowne Road, Dublín  |  |
|                   |         |             |       | Árbitro(s): K Pattinson |  |

| 16 de febrero 1974 | Gales | 16 - 16 (13-13) | Francia | Cardiff Arms Park, Cardiff                           |  |
|                    |       |                 |         | Asistencia: 60 000 espectadores Árbitro(s): N Sanson |  |

| 16 de febrero 1974 | Inglaterra | 21 - 26 (6-10) | Irlanda | Twickenham Stadium, Londres |  |
|                    |            |                |         | Árbitro(s): M Joseph        |  |

| 2 de marzo 1974 | Irlanda | 9 - 6 (9-0) | Escocia | Lansdowne Road, Dublín                                |  |
|                 |         |             |         | Asistencia: 50 000 espectadores Árbitro(s): F Palmade |  |

| 2 de marzo 1974 | Francia | 12 - 12 (6-0) | Inglaterra | Parc des Princes, París                                |  |
|                 |         |               |            | Asistencia: 44 000 espectadores Árbitro(s): J Kelleher |  |

| 16 de marzo 1974 | Escocia | 19 - 6 (9-3) | Francia | Estadio Murrayfield, Edimburgo                       |  |
|                  |         |              |         | Asistencia: 70 000 espectadores Árbitro(s): K Clarke |  |

| 16 de marzo 1974 | Inglaterra | 16 - 12 (7-9) | Gales | Twickenham Stadium, Londres                        |  |
|                  |            |               |       | Asistencia: 72 000 espectadores Árbitro(s): J West |  |

## Premios especiales
- Copa Calcuta:  Escocia